# Shamhat
Ne doit pas être confondu avec Shamate.
Dans l'Épopée de Gilgamesh, Shamhat (ou Shamat) est celle qui civilisera Enkidu en l'initiant aux rites sexuels de la déesse Ishtar.
La plupart des sources semblent indiquer que Shamhat est une prostituée sacrée, prêtresse de la déesse Ishtar, associée aux rites de fertilité. Mais dans certaines versions plus récentes, le terme de catin est employé. L'utilisation de ce mot apporte à son rôle une connotation très différente. Il véhicule peut-être l'idée que la transformation d'Enkidu de l'état sauvage à l'état civilisé ne lui a pas été totalement salutaire.
Selon diverses sources, la traduction de « Shamat » est « la joyeuse ».

## Dans l’épopée
Shamhat joue un rôle essentiel dans la Tablette I : elle doit apprivoiser Enkidu, un homme sauvage créé par les dieux pour être le rival du puissant Gilgamesh. Shamhat est une prostituée sacrée du temple ou harimtu. Elle se sert de son attrait pour amener Enkidu à sortir de la nature sauvage, et de sa « sauvagerie », et le civilise au moyen de rapports sexuels continus. Malheureusement pour Enkidu, après qu’il a fait l’amour avec Shamhat pendant « sept jours et sept nuits », ses anciens compagnons, les animaux sauvages, se détournent de lui, saisis d’effroi, au point d’eau où ils se rassemblaient. Shamhat le persuade de la suivre et de rejoindre le monde civilisé dans la cité d’Ourouk, où règne Gilgamesh, rejetant son ancienne vie dans la nature avec les animaux sauvages des montagnes. Désormais, Gilgamesh et Enkidu deviennent les meilleurs amis du monde et connaissent de nombreuses aventures (à commencer par la Forêt des Cèdres et leur rencontre avec Humbaba).
Sur le point de mourir, Enkidu laisse éclater sa colère contre Shamhat pour l’avoir rendu civilisé, lui reprochant de l’avoir amené dans ce nouveau monde des expériences qui devaient le conduire à la mort. Il la maudit pour être devenu un paria. Le dieu Shamash rappelle à Enkidu que Shamhat l’a nourri et l’a habillé. Enkidu cède alors et la bénit en disant que tous les hommes la désireront et lui offriront des bijoux en guise de cadeaux.

## Signification
Littéralement le nom de Shamhat signifie « ce qui est séduisant ». Le rôle de cette femme dans le passage d’Enkidu de la nature à la civilisation au moyen du sexe a  été abondamment discuté. Rivkah Harris assure que « la prostituée assume un rôle crucial d’intermédiaire dans la transformation en un être humain d’Enkidu, qui était chez lui en compagnie de la nature et des animaux sauvages ». Selon un érudit, Paul Friedrich, ce sont les prouesses sexuelles de Shamhat qui créent « le lien entre l’art, ou la sensualité sophistiquée, et la civilisation ». Ses compétences sexuelles amènent Enkidu à comprendre comment il est possible de transformer des pulsions animales de base en quelque chose de sophistiqué, ou de « civilisé ». Les Mésopotamiens voyaient dans la prostitution l’une des caractéristiques sur lesquelles s’était fondée la civilisation : « une représentante essentielle de la vie dans les villes ». Shamhat devient alors la « mère » citadine d’Enkidu, lui apprenant les rudiments de la vie civilisée : manger, boire du vin et s’habiller.